# Banco Popular de Marruecos
El Banco Popular de Marruecos (en francés: Banque Populaire du Maroc) es la designación más habitual para referirse al Grupo de Bancos Populares (Groupe des Banques Populaires), un grupo bancario y financiero marroquí compuesto por once bancos populares regionales que están regidos bajo la forma de sociedad cooperativa, el Banco Central Popular que es una sociedad anónima que cotiza en la bolsa de Casablanca, y varias filiales especializadas.

## Historia
El Banco Central Popular es una sociedad anónima que cotiza en la bolsa de Casablanca desde 2004. El Grupo de Bancos Populares dispone de la mayor red bancaria de Marruecos con 882 agencias a julio de 2010.[cita requerida]Tiene asimismo la mayor base de clientes en Marruecos con aproximadamente 3,2 millones clientes.[cita requerida] El Banco Popular gestiona cerca del 60% de los activos financieros de los marroquíes residentes en el extranjero, y ha desarrollado varios productos específicos para este mercado, especialmente en el dominio de la gestión de activos y créditos. Además de su posición dominante en el mercado de la banca al detalle, el Grupo de Bancos Populares es también líder en el segmento de las pequeñas y medianas empresas (PYME) con el 60% de los créditos distribuidos (2004).

## Organización
- Banco Central Popular
- Once Bancos populares regionales

### Socios
Grupo Banco Popular de Francia

## Filiales
Filiales bancarias:
- Upline Group
- Média Finance
- CIB Offshore
- Maroco-Centrafricaine
- Maroco-Guinéenne
- Banque Chaabi du Maroc

Sociedad de inversión:
- Maroc Leasing
- Assalaf Chaabi (convertida en Vivalis en mayo de 2010 )

Gestión de activos y bolsa:
- Alistitmaar Chaabi
- Al Wassit

Capital de riesgo:
- Chaabi Chaabi

Seguros:
- Maroc assistance international
- Chaabi courtage

Servicios:
- Chaabi Doc Net
- Chaabi LLD (Location Longue Durée)
- Essoukna

## Antiguos presidentes
- Nourredine el Omary[cita requerida]